# Mher Grigorian
Mher Grigorian (né le 15 février 1972) à Achtarak, est un homme politique arménien.

## Biographie
Mher Grigorian est diplômé en droit de l'Université d'État de Moscou et de l'Université d'État de Youngstown.
Entre 1994 et 2018, Grigorian effectue une longue carrière professionnelle notamment en tant que président d'entreprises ou président de conseil d'administration de plusieurs banques.
Le 12 mai 2018, il est nommé vice-Premier ministre du premier gouvernement de Nikol Pachinian à la suite de la révolution de velours.

## Distinctions
- Médaille Anania-Shirakatsi, distinction remise en 2017 par Serge Sarkissian.